# Hjellö
Hjellö (även skrivet Hjällö) är ett gods med herrgård i Södra Fågelås socken, Hjo kommun. Hjellö är beläget vid Vättern 14 kilometer söder om Hjo.
Hjellö omtalas första gången i slutet av 1300-talet och det tillhörde då ätten Oxenstierna. Namnet skrevs 1391 Hiella, och det är troligen en form av substantivet hjälle, upphöjning i terrängen, besläktad med ordet hylla. Ändelsen på -ö har senare tillkommit genom omtolkning. Från 1500-talet och fram till 1791 tillhörde Hjellö släkten Hård af Segerstad, därefter bland annat Nieroth, varefter det 1888 kom i tysk ägo genom professorn i Greifswald Otto Beumer. Från dennes stärbhus såldes Hjellö genom Flyktkapitalbyrån 1947 till Ragna Billing. 
Huvudbyggnaden i sten i tre våningar med mansardtak härrör från slutet av 1700-talet. Hjellö har varit känt för sin uppfödning av varmblodiga hästar, och omfattade vid mitten av 1900-talet 508 hektar mark, varav 181 hektar åker.